# Тит Квинкций Фламинин (консул 123 пр.н.е.)
Вижте пояснителната страница за други личности с името Тит Квинкций Фламинин.
Тит Квинкций Фламинин (на латински: Titus Quintius Flamininus) e политик на Римската република през 2 век пр.н.е.
През 123 пр.н.е. е избран за консул заедно с Квинт Цецилий Метел Балеарик.
1. ↑  QUIN1636 T. Quinctius (47) T. f. T.? n. Flamininus //   Посетен на 27 март 2021 г.